# Grand Hotel (série de televisão)
Grand Hotel é uma série televisiva americana de drama desenvolvida por Brian Tanen baseada na série espanhola Gran Hotel criada por Ramón Campos e Gema R. Neira. A série estreou em 17 de junho de 2019 na ABC

## Premissa
Grand Hotel acontece no "último hotel de propriedade familiar em Miami Beach. O carismático Santiago Mendoza é dono do hotel, enquanto sua glamourosa segunda mulher, Gigi, e seus filhos adultos aproveitam os despojos do sucesso. A equipe leal do hotel completa um contemporâneo, uma nova visão de uma história de andar de cima/andar de baixo. Hóspedes ricos e lindos desfrutam de luxo, mas escândalos, aumento de dívidas e segredos explosivos escondem-se sob o exterior perfeito."

## Elenco e personagens

### Principal
- Demián Bichir como Santiago Mendoza
- Roselyn Sanchez como Gigi Mendoza
- Denyse Tontz como Alicia Mendoza
- Bryan Craig como Javi Mendoza
- Wendy Raquel Robinson como a Sra. P
- Lincoln Younes como Danny
- Shalim Ortiz como Mateo
- Anne Winters como Ingrid
- Chris Warren como Jason Parker[2]
- Feliz Ramirez como Carolina
- Justina Adorno como Yoli

### Recorrente
- Jencarlos Canela como El Rey

### Convidado
- Eva Longoria como Beatriz

## Episódios
| N.º | Título                          | Dirigido por        | Escrito por      | Exibição original     | Audiência U.S. (milhões) |
| --- | ------------------------------- | ------------------- | ---------------- | --------------------- | ------------------------ |
| 1   | "Pilot"                         | Ken Olin            | Brian Tanen      | 17 de junho de 2019   | 3.69                     |
| 2   | "Smokeshow"                     | Ron Underwood       | Brian Tanen      | 24 de junho de 2019   | 3.16                     |
| 3   | "Curveball"                     | Eva Longoria        | Bob Daily        | 1 de julho de 2019    | 2.96                     |
| 4   | "The Big Sickout"               | Bill D'Elia         | Curtis Kheel     | 8 de julho de 2019    | 2.77                     |
| 5   | "You've Got Blackmail"          | Marisol Adler       | Davah Avena      | 15 de julho de 2019   | 2.90                     |
| 6   | "Love Thy Neighbor"             | Eva Longoria Bastón | Geoffrey Nauffts | 22 de julho de 2019   | 2.73                     |
| 7   | "Where the Sun Don't Shine"     | David Grossman      | Sara Saedi       | 29 de julho de 2019   | 2.95                     |
| 8   | "Long Night's Journey Into Day" | Ellen S. Pressman   | Nicki Renna      | 5 de agosto de 2019   | 2.53                     |
| 9   | "Groom Service"                 | Elodie Keene        | Desta Tedros     | 12 de agosto de 2019  | 2.38                     |
| 10  | "Suite Little"                  | John Terlesky       | Danny Fernandez  | 19 de agosto de 2019  | 2.39                     |
| 11  | "Art of Darkness"               | Nicole Rubio        | Bob Daily        | 26 de agosto de 2019  | ASD                      |
| 12  | "Dear Santiago"                 | Barbara Brown       | Curtis Kheel     | 2 de setembro de 2019 | ASD                      |
| 13  | "A Perfect Storm"               | Bill D'Elia         | Brian Tanen      | 9 de setembro de 2019 | ASD                      |

## Produção

### Desenvolvimento
Em 21 de novembro de 2017, foi anunciado que a ABC estava desenvolvendo uma adaptação americana da série espanhola Gran Hotel. O roteiro do piloto foi criado para ser escrito por Brian Tanen, que também foi definido como produtor executivo ao lado de Eva Longoria, Ben Spector, Oliver Bachert e Christian Gockel. As empresas de produção envolvidas com o piloto incluem a ABC Studios e a UnveliEVAble Entertainment. Em 2 de fevereiro de 2018, foi anunciado que a ABC havia dado à produção uma ordem piloto. Em 23 de fevereiro de 2018, foi relatado que Ken Olin iria dirigir o episódio piloto.
Em 11 de maio de 2018, foi anunciado que a ABC havia dado à produção uma ordem de série. Além disso, foi relatado que Ramón Campos e Teresa Fernández-Valdés, produtores da série original espanhola, estavam se juntando à série como produtores executivos. Alguns dias depois, foi anunciado que a série iria estrear na primavera de 2019 como uma substituição no meio da temporada.

### Escolha do elenco
Em fevereiro de 2018, foi anunciado que Roselyn Sanchez e Chris Warren haviam se juntado ao elenco principal do episódio piloto. Em março de 2018, foi relatado que Demian Bichir, Wendy Raquel Robinson, Shalim Ortiz, Denyse Tontz, Anne Winters, Bryan Craig, Lincoln Younes, Feliz Ramirez e Justina Adorno foram escalados para os principais papéis do piloto. Em setembro de 2018, foi anunciado que Eva Longoria havia sido escolhida para um papel de convidado e que Jencarlos Canela apareceria em uma papel recorrente.

### Filmagens
As filmagens do piloto ocorreu durante três semanas, em março de 2018, no Hotel Fontainebleau, em Miami Beach, Flórida.

## Lançamento

### Marketing
Em 15 de março de 2019, a ABC lançou o primeiro trailer oficial da série.